# 中国共产党历史展览馆
中国共产党历史展览馆，属中共中央宣传部直属事业单位，馆址位于中国北京市朝阳区北辰东路和大屯北路交叉处奥林匹克公园龙形水系旁。

## 沿革

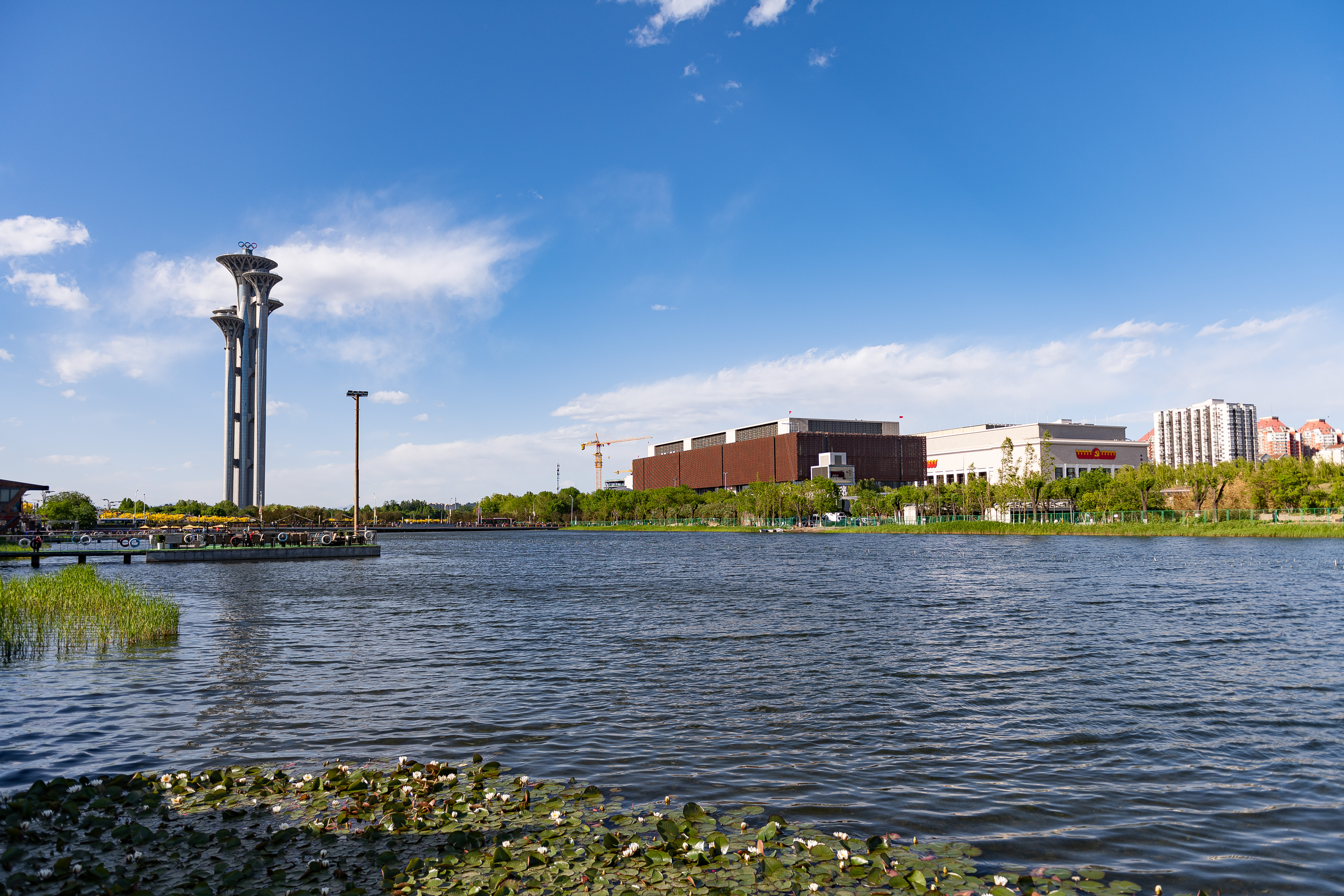
2021年5月拍摄的奥林匹克公园龙形水系，可见其东北方向的中国共产党历史展览馆（当时尚未开馆）

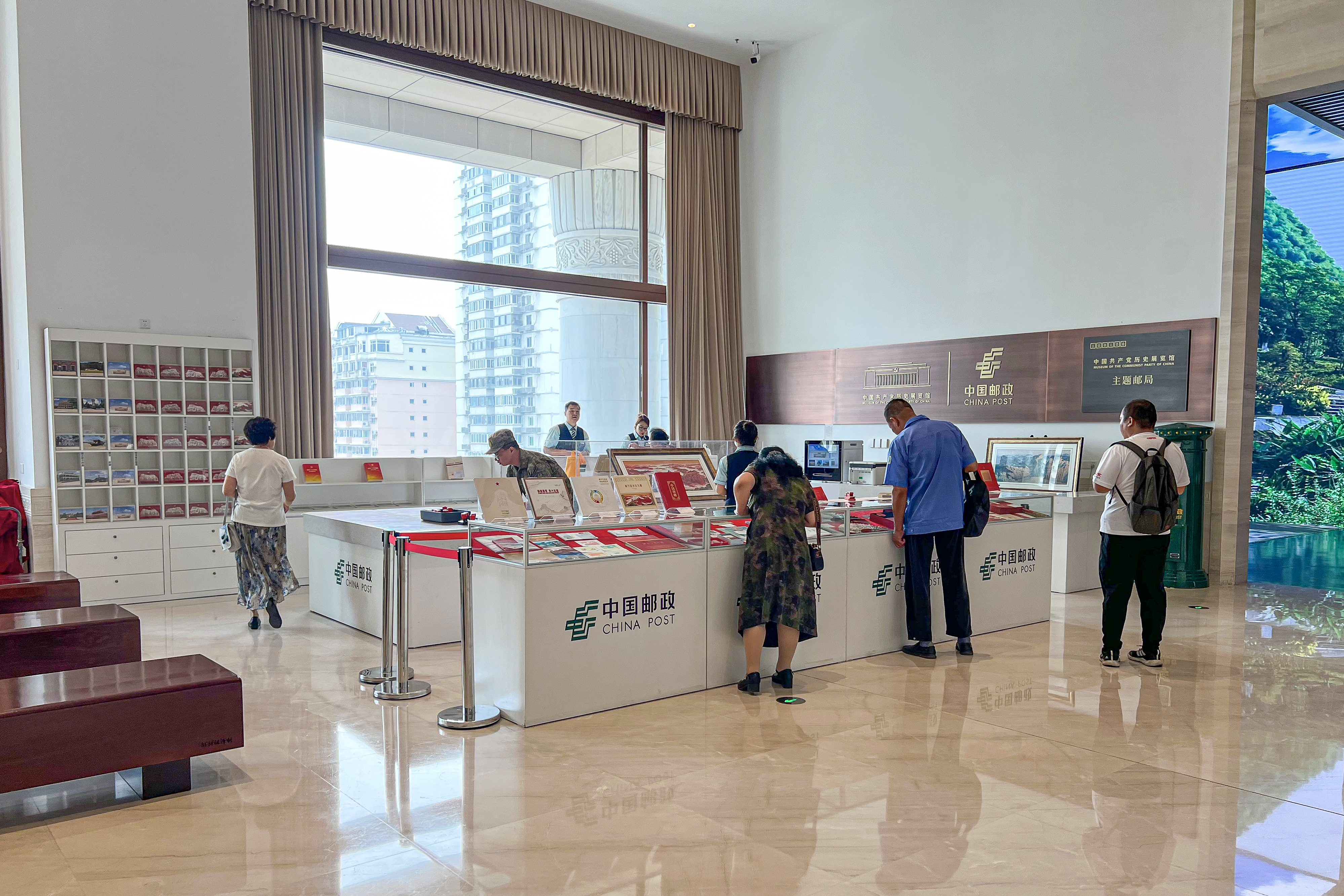
位于党史馆3层8号展厅门前的主题邮局

中国共产党第十九次全国代表大会后，中共中央决定修建一座全面展示中国共产党历史的展览馆。项目选址北京奥林匹克公园龙形水系旁的一块预留文化用地，是考虑到该地既是城市重点功能区，又与北京中轴线遥相呼应，且临近中国科技馆、中国工艺美术馆、中国历史研究院等国家级文化设施，文化氛围浓郁。共有7家设计单位接到了设计任务，3家入围，最后中选的是北京市建筑设计研究院有限公司的方案。展览馆于2018年9月10日开工建设，2021年5月5日竣工，200多家单位、近5万人参加了建设工程。
2021年6月18日，中国共产党历史展览馆正式开馆，同日，习近平、李克强、栗战书、汪洋、王沪宁、赵乐际、韩正、王岐山等党和国家领导人来到展览馆参观“‘不忘初心、牢记使命’中国共产党历史展览”，并且重温入党誓词。 7月1日后正式对外开放。 2021年6月20日，为庆祝展览馆正式开馆，中国邮政集团有限公司发行了《中国共产党历史展览馆》特种邮票1套1枚。同日，馆内的主题邮局正式揭牌，并启用专属邮编“100100”。
2021年7月15日， 该馆正式对社会公众开放，初期暂定每天面向社会公众预约参观人数为3000人。

## 建筑设计
展览馆主体建筑面积近15万平方米，其中近三分之二为展览空间。展馆整体呈现“工”字形，寓意中国共产党是中国工人阶级的先锋队，外观采用柱廊式结构，东西两面立有28根廊柱，象征中国共产党经过28年建立中华人民共和国，南北两面各6根廊柱。展馆序厅里展示了一副由100块漆板拼接而成600平方米的《长城颂》巨幅漆画，内容为穿梭于群山峰峦中、直入云海的长城，由清华大学美术学院教授程向军创作。展馆外立面的柱头、柱础、额枋、花格墙以及铜门、馆徽由美术家常沙娜带领的团队设计。展览馆所用的汉白玉石材取自四川省雅安夹金山脚下。
展览馆西侧广场上，矗立着名为《旗帜》《信仰》《伟业》《攻坚》《追梦》的五组雕塑，由中央美术学院、中国美术学院、清华大学美术学院、鲁迅美术学院、中国美术馆等有关单位共同参与创作。
- 展览馆执行总设计师：北京市建筑设计研究院有限公司邵韦平。[6]
- 《旗帜》，主创：吴为山，创作单位：中国美术馆，作品尺寸：长2100厘米，宽1450厘米，高810厘米，材质：不锈钢锻造。[6]
- 《信仰》，主创：范迪安，创作单位：中央美术学院，作品尺寸：长1500厘米，宽450厘米，高800厘米，一共71个人物形象。[6]
- 《伟业》，主创：曾成钢，创作单位：清华大学美术学院，作品尺寸：长1500厘米，宽450厘米，高800厘米，一共65个人物形象。[6]
- 《攻坚》，主创：杨奇瑞，创作单位：中国美术学院，作品尺寸：长1500厘米，宽450厘米，高800厘米，一共67个人物形象。[6]
- 《追梦》，主创：李象群，创作单位：鲁迅美术学院，作品尺寸：长1500厘米，宽450厘米，高800厘米，一共73个人物形象。[6]

## 馆藏文物
中国共产党历史展览馆常设展出文物实物4548件（套），有国家一级文物原件420件，如：卡尔·马克思布鲁塞尔第IV笔记本，毛泽东在中华人民共和国开国大典上穿戴的呢衣帽、按动电钮升起的中华人民共和国第一面五星红旗，毛泽东起草、周恩来手书的人民英雄纪念碑碑文，李大钊被捕后自述书、就义绞刑架，陈望道译《共产党宣言》，圆明园兽首。